# Isaac Milner
Pour les articles homonymes, voir Milner.
Isaac Milner (11 janvier 1750 - 1er avril 1820) est un mathématicien et un inventeur britannique.

## Biographie
Il est président du Queen's College et le septième détenteur de la Chaire de professeur lucasien de mathématiques de l'Université de Cambridge. Il a également réalisé des travaux en chimie et trouvé le moyen de transformer l'oxydation de l'ammoniac en acide nitrique.